# 金绣眼鸟
，是雀形目绣眼鸟科的一种鸟类，属于单型的金绣眼鸟属（学名：Cleptornis）。
金绣眼鸟体重约20.2克，翼长约72.3毫米，喙宽度约3.6毫米，喙厚度约4毫米，嘴峰长约18毫米，跗蹠长约25.1毫米，尾长约60.4毫米。
金绣眼鸟是留鸟，栖息在森林，它们是植食性动物，主要以植物的果实为食。它们分布在马里亚纳群岛的塞班岛和阿格里漢島。